# Naufragés de la Lune
Naufragés de la Lune (titre original : A Fall of Moondust) est un roman de science-fiction d'Arthur C. Clarke appartenant au genre hard science-fiction. C'est le second et dernier tome de ce cycle.

## Publications
Les éditions en langue française ont séparé le roman original, A Fall of Moondust, publié en 1961, en deux ouvrages : Les Gouffres de la Lune et Naufragés de la Lune publiés en France en 1962 aux éditions Fleuve noir et en Belgique en 1974 dans la collection Poche 2000 des Éditions Marabout.

## Accueil critique
Cette œuvre a été nommée en 1963 pour un prix Hugo du meilleur roman. Ce fut également le premier ouvrage de science-fiction à paraître en langue anglaise dans la série des Condensés du Reader's Digest.

## Résumé
À la fin du premier tome de ce cycle, le "vaisseau" touristique Selene, qui avait été englouti sous 15 m de fine poussière lunaire par un tremblement de Lune  alors qu'il traversait la Mer de la Soif, vient d'être retrouvé. Mais les conditions extrêmes qui règnent sur notre satellite compliquent singulièrement la tâche des sauveteurs. En outre, l'accroissement de la chaleur interne a déréglé le système absorbant le CO2, et les passagers commencent à suffoquer. Le sauvetage se transforme alors en une course contre la montre. Pour économiser l'air, les passagers sont plongés dans un sommeil artificiel. Seuls le commandant Pat Harris et le physicien Duncan McKenzie restent éveillés. Pour parer au plus urgent, les sauveteurs décident alors de percer la coque du Selene afin de lui connecter une arrivée d'air. Alors que tout espoir semblait perdu, la connexion est établie in-extremis.
L'équipe de sauvetage met alors en œuvre un plan qui consiste à couler plusieurs caissons en béton interconnectés. L'idée est de former une sorte de puits étanche descendant jusqu'au toit de la cabine, qu'il suffira alors de découper. Mais lorsque le premier caisson heurte la coque, un nouveau désastre se produit : le réservoir contenant les eaux usées crève, et ces dernières se répandent dans la poussière lunaire qui se transforme en boue. Du coup, le vaisseau s'enfonce encore davantage. Il s'arrête au-dessus d'une forte pente, où il menace de basculer et disparaître. Sous le choc, les connexions d'amenée d'air et de communications sont endommagées. En outre, il devient impossible de connecter les caissons à la cabine qui n'est plus horizontale. Rapidement, les connexions sont remises en place, puis, après avoir muni le premier caisson d'un raccord flexible, une nouvelle tentative est faite. Hélas, le temps commence à nouveau à manquer, car lorsque les trous d'amenée d'air ont été forés, la poussière lunaire riche en ions métalliques s'est répandue à l'intérieur de la double coque du Selene. Le court-circuit des batteries qui en a résulté a pour conséquence que la coque intérieure se met lentement à brûler. La brèche est colmatée par les passagers, mais la poussière pulvérulente commence à s'infiltrer dans l'habitacle. En outre, le feu risque à tout moment de faire exploser les réservoirs d'oxygène liquide. Cependant, l'astronome Robert Lawrance, qui s'était déjà distingué en retrouvant le Selene avec ses capteurs à infrarouge, s'est joint à l'équipe de secours. Sans perdre son sang-froid, il place une petite charge explosive circulaire sur le toit du vaisseau. Elle détone en forant un trou circulaire. Les passagers peuvent alors s'échapper par le puits vertical formé par les caissons superposés. Après s'être dégagé de la poussière qui atteint maintenant sa taille, le capitaine Harris est le dernier à quitter le navire. À peine est-il sauvé que l'oxygène liquide explose, détruisant le Selene.
Un court épilogue nous montre Lawrance qui écrit ses mémoires, le commandant Pat Harris marié avec la chef-hôtesse Sue, et cette dernière formant des vœux pour être transférée dans l'espace. 